# Carrera profesional
Se denomina carrera profesional al viaje metafórico de un individuo a través del aprendizaje, el trabajo y otros aspectos de la vida como profesional. Hay varias formas de definir la carrera y el término se utiliza de diversas formas.

## Definiciones
El Oxford English Dictionary define la palabra "carrera" como el "curso o progreso de una persona a lo largo de la vida (o una parte distinta de la vida)". Esta definición relaciona la "carrera" con una variedad de aspectos de la vida, el aprendizaje y el trabajo de un individuo. La "carrera" también se entiende con frecuencia para relacionarse con los aspectos laborales de la vida de un individuo, como en " mujer de carrera ", por ejemplo. Una tercera forma en que se utiliza el término "carrera" describe una ocupación o una profesión que generalmente implica una formación especial o educación formal; considerado ser el trabajo de toda la vida de una persona. En este caso, se ve "una carrera" como una secuencia de trabajos relacionados, generalmente realizados dentro de una sola industria o sector: se puede hablar, por ejemplo, de "una carrera en la educación", de "una carrera criminal" o de "una carrera en el oficio de la construcción". Los investigadores del comportamiento organizacional han definido una carrera como "las experiencias relacionadas con el trabajo y otras experiencias relevantes de un individuo, tanto dentro como fuera de las organizaciones, que forman un patrón único a lo largo de la vida del individuo".

### Etimología
La palabra "carrera" deriva en última instancia del latín carrus, que se refiere a un carro.
El Diccionario de Etimología en línea afirma que la extensión semántica por la que "carrera" pasó a significar "curso de la vida pública o profesional de uno" aparece a partir de 1803. Se utiliza en docenas de libros publicados en el año 1800, en referencia a la "carrera literaria" de Goethe, la "carrera comercial" y la "carrera profesional" de otras figuras biográficas, por lo que la frase probablemente se usaba regularmente en el año 1800.
Cambios históricos en las carreras 
Para una noción premoderna de "carrera", compare cursus honorum.
A finales del siglo XX, una amplia gama de variaciones (especialmente en la gama de profesiones potenciales ) y una educación más generalizada habían permitido planificar (o diseñar) una carrera: en este sentido, las carreras del consejero de carrera y del asesor de carrera ha crecido. Tampoco es raro que los adultos de finales del siglo XX y principios del XXI tengan carreras duales o múltiples, ya sea de forma secuencial o simultánea. Por lo tanto, las identidades profesionales se han dividido o hibridado para reflejar este cambio en la ética del trabajo. El economista Richard Florida observa esta tendencia en general y más específicamente entre la " clase creativa ".

## Gestión de la carrera
La gestión de la carrera o el desarrollo de la carrera describe la gestión activa y decidida de una carrera por parte de un individuo. Las ideas de lo que comprenden las "habilidades de gestión de carrera" se describen en el modelo Blueprint (en los Estados Unidos, Canadá, Australia, Escocia e Inglaterra) y las Siete C de la alfabetización profesional digital (específicamente relacionadas con habilidades de Internet).
Las habilidades clave incluyen la capacidad de reflexionar sobre la carrera actual, investigar el mercado laboral, determinar si la educación es necesaria, encontrar vacantes y realizar cambios de carrera.

### Elección de carrera
Según Behling y otros, la decisión de un individuo de unirse a una empresa puede depender de cualquiera de los tres factores, a saber: factor objetivo, factor subjetivo y contacto crítico.
- La teoría del factor objetivo asume que los solicitantes son racionales. La elección, por lo tanto, se ejerce después de una evaluación objetiva de los beneficios tangibles del trabajo. Los factores pueden incluir el salario, otros beneficios, la ubicación, las oportunidades de avance profesional, etc.
- La teoría de los factores subjetivos sugiere que la toma de decisiones está dominada por factores sociales y psicológicos. El estado del trabajo, la reputación de la organización y otros factores similares juegan un papel importante.
- La teoría del contacto crítico avanza en la idea de que las observaciones de un candidato mientras interactúa con la organización juegan un papel vital en la toma de decisiones. Por ejemplo, la forma en que el reclutador se mantiene en contacto con el candidato, la rapidez de respuesta y factores similares son importantes. Esta teoría es más válida con profesionales experimentados.

Estas teorías asumen que los candidatos pueden elegir libremente sus empleadores y sus carreras. En realidad, la escasez de puestos de trabajo y la fuerte competencia por puestos de trabajo deseables sesgan gravemente el proceso de toma de decisiones. En muchos mercados, los empleados trabajan en determinadas carreras simplemente porque se vieron obligados a aceptar cualquier trabajo disponible para ellos. Además, Ott-Holland y sus colegas descubrieron que la cultura puede tener una gran influencia en la elección de carrera, según el tipo de cultura.
Al elegir una carrera que sea mejor para usted, según US News, hay varias cosas a considerar. Algunos de ellos incluyen: talentos naturales, estilo de trabajo, interacción social, equilibrio entre el trabajo y la vida , si está buscando retribuir o no, si se siente cómodo ante el ojo público, lidiando con el estrés o no y, finalmente, cuánto dinero quieres hacer. Si elegir una carrera le parece demasiada presión, aquí tiene otra opción: elija un camino que se sienta correcto hoy tomando la mejor decisión que pueda, y sepa que puede cambiar de opinión en el futuro. En el lugar de trabajo actual, elegir una carrera no significa necesariamente que tengas que ceñirte a esa línea de trabajo durante toda tu vida. Tome una decisión inteligente y planee revaluar más adelante en función de sus objetivos a largo plazo.

### Cambio de carrera (ocupación)
Cambiar de ocupación es un aspecto importante de la carrera y la gestión de carrera. A lo largo de la vida, tanto el individuo como el mercado laboral cambiarán; es de esperar que muchas personas cambien de ocupación durante sus vidas. Los datos recopilados por la Oficina de Estadísticas Laborales de los Estados Unidos a través de la Encuesta Nacional Longitudinal de la Juventud en 1979 mostraron que las personas entre las edades de 18 y 38 tendrán más de 10 trabajos.
Hay varias razones por las que las personas pueden querer cambiar de carrera. A veces, el cambio de carrera puede ocurrir como resultado de un despido anticipado, mientras que otras veces puede ocurrir inesperadamente y sin previo aviso.
Una encuesta realizada por Right Management sugiere las siguientes razones para cambiar de carrera.
- La reducción o la reestructuración de una organización (54%).
- Nuevos retos u oportunidades que surgen (30%).
- Liderazgo deficiente o ineficaz (25%).
- Tener una mala relación con un gerente (s) (22%).
- Para la mejora de la conciliación de la vida personal y laboral (21%).
- No se reconocen las contribuciones (21%).
- Para una mejor compensación y beneficios (18%),
- Para una mejor alineación con los valores personales y organizacionales (17%).
- Las fortalezas y capacidades personales no encajan bien con una organización (16%).
- La inestabilidad financiera de una organización (13%).
- Una organización reubicada (12%).

Según un artículo de Time.com, una de cada tres personas empleadas actualmente (a partir de 2008) pasa aproximadamente una hora al día buscando otro puesto.

## Éxito profesional
Éxito profesional es un término que se utiliza con frecuencia en los escritos académicos y populares sobre carreras. Se refiere al grado y las formas en que un individuo puede describirse como exitoso en su vida laboral hasta el momento.
Durante las décadas de 1950 y 1960, las personas generalmente trabajaban para una o dos empresas durante su carrera y el éxito lo definía la organización y se medía por promociones, aumentos de salario y/o estatus.  Tales carreras tradicionales fueron ejemplificadas por el modelo de etapa de carrera de Donald Super. El modelo de etapa de carrera lineal de Super sugirió que las carreras tienen lugar dentro del contexto de estructuras organizacionales estables. Los individuos ascendieron en la jerarquía de la organización en busca de mayores recompensas extrínsecas.
El éxito profesional temprano puede generar desilusión más tarde, especialmente cuando la autoestima de una persona está ligada a su carrera o logros.  El éxito profesional tiende a llegar temprano en algunos campos, como la investigación científica, y más tarde en otros campos, como la enseñanza.
Los ingresos pueden expresarse en términos absolutos (por ejemplo, la cantidad que gana una persona) o en términos relativos (por ejemplo, la cantidad que gana una persona en comparación con su salario inicial). Las ganancias y el estatus son ejemplos de criterios objetivos de éxito, donde "objetivo" significa que pueden verificarse con hechos y no son puramente una cuestión de opinión.
Muchos observadores sostienen que las carreras son menos predecibles que antes, debido al rápido ritmo del cambio económico y tecnológico. Esto significa que la gestión de la carrera es más obviamente responsabilidad del individuo que de la organización que lo emplea, porque un "trabajo para toda la vida" es cosa del pasado. Esto ha puesto más énfasis en los criterios subjetivos del éxito profesional.  Estos incluyen la satisfacción laboral, la satisfacción profesional, el equilibrio entre el trabajo y la vida personal, un sentido de logro personal y lograr un trabajo que sea consistente con los valores personales. Es probable que la evaluación de una persona sobre el éxito de su carrera se vea influida por las comparaciones sociales, como qué tan bien les ha ido a los miembros de la familia, amigos o contemporáneos en la escuela o la universidad.
La cantidad y el tipo de éxito profesional que logra una persona se ven afectados por varias formas de capital profesional. Estos incluyen capital social (la extensión y profundidad de los contactos personales a los que puede recurrir una persona), capital humano (habilidades, experiencias y calificaciones demostrables), capital económico (dinero y otros recursos materiales que permiten el acceso a recursos relacionados con la carrera) y capital cultural (tener habilidades, actitudes o conocimientos generales para operar de manera efectiva en un contexto social particular).